# Саррі (Вірджинія)
Саррі (англ. Surry) — місто (англ. town) в США, в окрузі Саррі штату Вірджинія. Населення — 208 осіб (2020).

## Географія
Саррі розташоване за координатами 37°8′13″ пн. ш. 76°50′0″ зх. д. / 37.13694° пн. ш. 76.83333° зх. д. (37.137071, -76.833275).  За даними Бюро перепису населення США в 2010 році місто мало площу 2,14 км², уся площа — суходіл.

## Демографія
Згідно з переписом 2010 року, у місті мешкали 244 особи в 99 домогосподарствах у складі 67 родин. Густота населення становила 114 особи/км².  Було 118 помешкань (55/км²).
Расовий склад населення:
| - 75,0 % — білих - 22,1 % — чорних або афроамериканців - 0,4 % — вихідців з тихоокеанських островів - 0,4 % — корінних американців |

До двох чи більше рас належало 1,6 %. Частка іспаномовних становила 1,2 % від усіх жителів.
За віковим діапазоном населення розподілялося таким чином: 22,5 % — особи молодші 18 років, 66,0 % — особи у віці 18—64 років, 11,5 % — особи у віці 65 років та старші. Медіана віку мешканця становила 41,5 року. На 100 осіб жіночої статі у місті припадало 93,7 чоловіків;  на 100 жінок у віці від 18 років та старших — 90,9 чоловіків також старших 18 років.
Середній дохід на одне домашнє господарство  становив 72 508 доларів США (медіана — 57 500), а середній дохід на одну сім'ю — 75 269 доларів (медіана — 58 750). Медіана доходів становила 53 750 доларів для чоловіків та 36 250 доларів для жінок. За межею бідності перебувало 12,8 % осіб, у тому числі 20,8 % дітей у віці до 18 років та 2,2 % осіб у віці 65 років та старших.
Цивільне працевлаштоване населення становило 101 осіб. Основні галузі зайнятості: мистецтво, розваги та відпочинок — 15,8 %, освіта, охорона здоров'я та соціальна допомога — 15,8 %, публічна адміністрація — 12,9 %, будівництво — 12,9 %.